# Mollia williamsii
Mollia williamsii là một loài thực vật có hoa trong họ Cẩm quỳ. Loài này được Charles Baehni mô tả khoa học đầu tiên năm 1936 theo mẫu số 1160 do Williams thu thập tại vùng ven sông Nanay, tại vùng Loreto ở miền bắc Peru. Mẫu này hiện được lưu giữ tại Bảo tàng Field, Chicago, Hoa Kỳ.

## Tên gọi
Tên gọi địa phương trong tiếng Quichua là uchu mullaca.

## Phân bố
Loài cây gỗ cao tới 7,0 m này có tại Peru.